# Diecéze Afufenia
Diecéze Afufenia je titulární diecéze římskokatolické církve.

## Historie
Afufenia v dnešním Tunisku je starobylé biskupské sídlo nacházející se v římské provincii Byzacena.
Je znám jediný biskup této diecéze, a to Mansuetus, který se roku 484 zúčastnil synody v Kartágu svolané vandalským králem Hunerichem.
Dnes je využívána jako titulární biskupské sídlo a současným titulárním biskupem je Raúl Alfonso Carrillo Martínez, apoštolský vikář Puerto Gaitán.

## Seznam biskupů
- Mansuetus (zmíněn roku 484)

## Seznam titulárních biskupů
- Jacques Mangers, S.M. (1964–1972)
- Paolo Vieri Andreotti, O.P. (1972–1976)
- Víctor Manuel López Forero (1977–1980)
- Francis Bible Schulte (1981–1985)
- Alfred John Markiewicz (1986–1994)
- Frederick Joseph Colli (1994–1999)
- Frederick Francis Campbell (1999–2004)
- Paul Joseph Bradley (2004–2009)
- Lawrence Subrata Howlader, C.S.C. (2009–2015)
- Raúl Alfonso Carrillo Martínez (od 2016)